# Sandkrug (Schönwalde)
Sandkrug ist ein Ortsteil der Gemeinde Schönwalde im Landkreis Vorpommern-Greifswald im Osten Mecklenburg-Vorpommerns (Deutschland). Die Gemeinde wird vom Amt Uecker-Randow-Tal mit Sitz in der Stadt Pasewalk verwaltet.

Sandkrug zwischen 1880 und 1920

## Geografie
Sandkrug liegt acht Kilometer nordwestlich der Stadt Pasewalk, 37 Kilometer südöstlich von Anklam und 22,5 Kilometer südwestlich von Ueckermünde. Sandkrug und die Gemeinde liegen auf einer Hochfläche mit Erhebungen über 50 m. Zur Uecker fällt das Gelände dann aber bis auf wenige Meter ab. Die Gegend ist von mehreren bahndammartigen Osern durchzogen, die aus der letzten Eiszeit stammen.

## Geschichte
Sandkrug wurde nicht in den pommerschen Urkunden bis Mitte des 14. Jahrhunderts aufgeführt. Auch die schwedischen Matrikelkarten von 1696 zeigen den Ort nicht.
Erst 1790 gab es eine Nachricht, aber auch nur, dass Sandkrug ein Vorwerk des Gutes Schönwalde war.
Im preußischen Urmesstischblatt (PUM) von 1835 zeigt sich das kleine geschlossene Straßendorf mit 11 Gebäuden.
Später wurde es eine Domäne, also Staatseigentum mit 2 Erbpächtereien. Jede hatte 126 Morgen Land zur Verfügung. 1839 wurden diese Erbpächtereien zu Eigentum gewandelt. Das war zu der Zeit die Richtlinie Preußens, Domänen wurden zu Bauernhöfen und viele Güter mussten Land für solche Siedler abgeben. Gleichzeitig gab es in Sandkrug noch 4 Büdnereien, die aber wenig Land zur Verfügung hatten und davon nicht leben konnten. Sie mussten sich zusätzlich als Tagelöhner verdingen.
1862 hatte Sandkrug 8 Wohn- und 12 Wirtschaftsgebäude, 76 Einwohner in 18 Familien. Im Ort waren noch 3 Leineweber mit Webstühlen tätig.
1871 hatte Sandkrug 8 Wohnhäuser mit 16 Haushaltungen und 63 Einwohner, 1867 waren es noch 67. Alle waren Mitglied der evangelischen Konfession.
1880 ist in dem Messtischblatt (MTB) ein wesentlich umgestaltetes Haufendorf registriert. Erkennbar sind die zwei Vollbauernhöfe und auch die Büdnereien.
Das Güterverzeichnis von 1905 registriert 24 Wohngebäude mit 32 Haushalten und 128 Einwohnern. Bis 1920 ergeben sich keine Änderungen lt. MTB.
Von der Bodenreform in der Sowjetischen Besatzungszone war Sandkrug nicht betroffen, eventuell erhielten die vorhandenen landarmen Bauern zusätzlich Land aus dem enteigneten Gut Schönwalde. Zu DDR-Zeiten bleibt die Struktur des Dorfes erhalten, nach 1960 waren sicher alle Bauern in einer LPG, aber im Dorf wurde keine Agraranlage errichtet. Diese entstand zwischen Sandkrug und Schönwalde und wurde auch nach 1990 privatrechtlich weiter geführt.
Das Kreisgebiet war im Kernbereich identisch mit dem seit 1818 bestehenden Landkreis Ueckermünde, der 1939 um 32 Gemeinden des ehemaligen Landkreises Randow erweitert wurde und 1945 durch die Oder-Neiße-Linie getrennt wurde. Der vorpommersche Kreis wurde am 25. Juli 1952 aus dem zwei Jahre zuvor geschaffenen Kreis Pasewalk ausgegliedert und gehörte nach Auflösung der Länder dem neu gebildeten Bezirk Neubrandenburg an. Am 12. Juni 1994 wurde der Kreis (seit dem 17. Mai 1990 wieder als Landkreis bezeichnet) aufgelöst. Das Gebiet bildete seither bis zur Kreisgebietsreform 2011 zusammen mit Teilen der ebenfalls aufgelösten Landkreise Pasewalk und Strasburg den Landkreis Uecker-Randow.

## Kultur und Sehenswürdigkeiten

### Bauwerke
- Struktur der ehemaligen Bauerngehöfte

### Grünflächen und Naherholung
- Oser von Sandkrug über Schönwalde bis Stolzenburg 4,2 km lang

## Wirtschaft und Infrastruktur

### Verkehr
Südlich des Ortes verläuft die A 20. Östlich des Ortes verläuft die Bundesstraße 109 und weiter östlich seit 1863 die Bahnstrecke Greifswald–Stralsund. Seit 1884 führte südlich die Bahnlinie Neubrandenburg - Stettin vorbei.
Über die nahe Stadt Pasewalk bestehen Bahn- und Straßen- sowie Autobahnanschlüsse in alle Richtungen. Der Flugplatz Pasewalk befindet sich in der Nähe des Ortsteils Stolzenburg, in Franzfelde.